# Arrojadocharis praxeloides
Arrojadocharis praxeloides là một loài thực vật có hoa trong họ Cúc. Loài này được (Mattf.) Mattf. mô tả khoa học đầu tiên năm 1930.